# Locanda delle Fate
Locanda delle Fate (Fairy's Inn) fue un grupo italiano formado en los años 1970, pertenecientes al género rock progresivo, y al subgénero de rock progresivo sinfónico italiano. Esta banda sacó un solo disco en la época dorada del progresivo, llamado Forse le lucciole non si amano più en 1977, la banda se disolvió poco tiempo después para volver a reunirse a finales de los años 1990.

## Historia
Locanda delle Fate fue formado por un trío que tocaba en bares de Italia a principios de los 70, los miembros en ese enctonces eran Oscar Mazzoglio (teclados), Luciano Boero (bajo) y Giorgio Gardino (batería), En 1974 se unen a ellos Alberto Gaviglio (guitarra), Ezio Vevey (voz, guitarra) Leonardo Sasso (voz) y Michele Conta (piano), formando una de las bandas más impresionantes de la muy rica escena progresiva italiana.
En 1977 sacan su obra maestra Forse le lucciole non si amano più, que fue espectacularmente recibido tanto por el público como la crítica. De esa manera, lograron hacerse un nombre en Europa y Estados Unidos, hecho complicado para un grupo de diferente habla del inglés. Más aún, el disco logró ser tan exquisito que fue comparado con el Nursery Cryme de Genesis.
El éxito de este disco y el muy rico material les permitió basar en él los conciertos que tuvieron durante los próximos 4 años, pero después de este tiempo se separaron, durante su separación se lanza en 1993 un disco en vivo de la banda titulado Live grabado en un concierto en 1977, por este tiempo empiezan a considerar volverse a juntar, cosa que hacen en 1996 para sacar a la luz un nuevo disco llamado Homo Homini Lupus en 1999.
Actualmente el grupo está tratando de volver a la formación original para sumergirse en nuevos proyectos.

## Discografía

### Álbumes de estudio
- 1977: "Forse le lucciole non si amano più" (Polydor Records)
- 1999: "Homo Homini Lupus" (Vinyl Magic)
- 2012: "The Missing Fireflies" (Vinyl Magic, AltrOck Productions)

### Recopilatorios
- 1993: "Live" (Mellow Records)

## Miembros
- Leonardo Sasso - Voz
- Oscar Mazzoglio - Teclados
- Luciano Boero - Bajo
- Giorgio Gardino - Batería
- Alberto Gaviglio - Guitarra, flauta, voz
- Ezio Vevey - Voz, guitarra
- Michele Conta - Piano, Teclados

- Datos: Q1659482